# Historial de la Asociación de Football de Santiago
El siguiente es el historial de la Asociación de Football de Santiago, que lista las competiciones disputadas en esta organización deportiva, desde 1903.
Se establecen cinco etapas:
- Asociación de Football de Santiago (1903-1926): comprende las diferentes competiciones disputadas desde la fundación de la Asociación de Football de Santiago hasta la unificación de las federaciones del fútbol nacional.
- Liga Central de Football de Santiago (1927-1929): comprende el período en que se mantuvo la unificación de las principales asociaciones y ligas del fútbol santiaguino en una sola entidad. Se caracterizó por la fusión y desaparición de diversos clubes.
- Asociación de Football de Santiago (1930-1933): comprende el período en el que la Liga Central de Football de Santiago adoptó el nombre de la asociación más antigua, la AFS, hasta la aparición de los primeros clubes profesionales en el país.
- Asociación de Football de Santiago (1934-1936): comprende el período en el que la asociación se mantuvo dividida en dos secciones: profesional y amateur.
- Asociación de Football de Santiago (1937-1945): comprende el período en el que la asociación prolongó sus actividades como organización eminentemente amateur.

|  |

## Asociación de Football de Santiago (1903-1926)
Desde la fundación de la Asociación de Football de Santiago en 1903, hasta 1926, se establecieron dos divisiones: Primera División y Segunda División.
Y en cuanto a torneo de copa doméstica, se estableció el Campeonato de Apertura, de eliminación directa y primer precedente del Campeonato de Apertura profesional, registrándose una edición en el año 1925.

### Primera División de la Asociación de Football de Santiago
En la Primera División se disputó la Copa Subercaseaux (1903-1905) y luego la Copa Unión (1906-1926), donada por Atlético Unión.
| Año  |                                   | Campeón                            | Subcampeón        |  | Nombre del trofeo |
| 1903 | Atlético Unión                    | Thunder                            | Copa Subercaseaux |  |                   |
| 1904 | Atlético Unión                    | Thunder                            | Copa Subercaseaux |  |                   |
| 1905 | Atlético Unión                    | Thunder                            | Medallas Unión    |  |                   |
| 1906 | No finalizó                       | No finalizó                        | Copa Unión        |  |                   |
| 1907 | Loma Blanca                       | Thunder                            | Copa Unión        |  |                   |
| 1908 | Magallanes                        | Santiago National                  | Copa Unión        |  |                   |
| 1909 | Gimnástico                        | National Star                      | Copa Unión        |  |                   |
| 1910 | Gimnástico                        | English                            | Copa Unión        |  |                   |
| 1911 | Eleuterio Ramírez                 | Santiago National                  | Copa Unión        |  |                   |
| 1912 | Gimnástico                        |                                    | Copa Unión        |  |                   |
| 1913 | Magallanes                        | Arco Iris, Gimnástico y Wellington | Copa Unión        |  |                   |
| 1914 | Arco Iris                         | Instituto Nacional                 | Copa Unión        |  |                   |
| 1915 | Instituto Nacional                | Gimnástico                         | Copa Unión        |  |                   |
| 1916 | Magallanes                        | Instituto Nacional                 | Copa Unión        |  |                   |
| 1917 | Cinco de Abril                    | Arco Iris                          | Copa Unión        |  |                   |
| 1918 | Eleuterio Ramírez                 | Liverpool                          | Copa Unión        |  |                   |
| 1919 | Arco Iris, Liverpool y Gimnástico | Eleuterio Ramírez                  | Copa Unión        |  |                   |
| 1920 | Ibérico Balompié y Magallanes     | –                                  | Copa Unión        |  |                   |
| 1921 | Gimnástico y Brigada Central      | –                                  | Copa Unión        |  |                   |
| 1922 | Brigada Central y Audax Italiano  |                                    | Copa Unión        |  |                   |
| 1923 | Internado                         | Brigada Central                    | Copa Unión        |  |                   |
| 1924 |                                   |                                    | Copa Unión        |  |                   |
| 1925 |                                   |                                    | Copa Unión        |  |                   |
| 1926 |                                   |                                    | Copa Unión        |  |                   |

#### Series de la Primera División de la Asociación de Football de Santiago
A partir de 1918, la competición de Primera División se dividió en dos series: la primera fue la Copa República, para clubes mayores, y la segunda fue la Copa Chile, para clubes nuevos o de menor capacidad. Al término de cada temporada, los campeones de la Copa República y de la Copa Chile jugaban un partido definitorio cuyo ganador se proclamaba campeón de la Copa Unión de Primera División.
Según registros, entre los años 1918 y 1923, la Segunda Serie se dividió en dos grupos denominados Sección Argentina y Sección Uruguay, cuyos ganadores disputaban en partido único la Copa Chile.
| Primera Serie de la Primera División de la Asociación de Football de Santiago |
| ----------------------------------------------------------------------------- |

| Año  |                                   | Campeón                             | Subcampeón     |  | Nombre del trofeo |
| 1918 | Eleuterio Ramírez                 | Liverpool                           | Copa República |  |                   |
| 1919 | Gimnástico, Liverpool y Arco Iris | Eleuterio Ramírez                   | Copa República |  |                   |
| 1920 | Magallanes                        | Arco Iris                           | Copa República |  |                   |
| 1921 | Magallanes y Gimnástico           | Cinco de Abril                      | Copa República |  |                   |
| 1922 | Brigada Central                   | Arco Iris                           | Copa República |  |                   |
| 1923 | Brigada Central                   | Cinco de Abril y Fundición Libertad | Copa República |  |                   |
| 1924 | Jorge V                           | Brigada Central                     | Copa República |  |                   |
| 1925 | Brigada Central                   | Gimnástico                          | Copa República |  |                   |
| 1926 | Brigada Central                   | Gimnástico                          | Copa República |  |                   |

| Segunda Serie de la Primera División de la Asociación de Football de Santiago |
| ----------------------------------------------------------------------------- |

| Año  |                             | Campeón                    | Subcampeón |  | Nombre del trofeo |
| 1918 | Internado                   | Instituto Nacional         | Copa Chile |  |                   |
| 1919 | Morning Star                | Borgoño                    | Copa Chile |  |                   |
| 1920 | Ibérico Balompié            | Internado y Santiago F. C. | Copa Chile |  |                   |
| 1921 | Internado y Brigada Central | Santiago                   | Copa Chile |  |                   |
| 1922 | Audax Italiano              | Borgoño                    | Copa Chile |  |                   |
| 1923 | Internado                   | Defensores de Chile        | Copa Chile |  |                   |
| 1924 | Unión Deportiva Española    | Santiago                   | Copa Chile |  |                   |
| 1925 | Unión Deportiva Española    | Internado                  | Copa Chile |  |                   |
| 1926 | Santiago                    |                            | Copa Chile |  |                   |

### Segunda División de la Asociación de Football de Santiago
En la Segunda División inicialmente participaron equipos juveniles, los que disputaron la Copa Junior (que también se nombró «Dawson» o «El Diario Ilustrado»), registrándose competencias por este trofeo entre 1903 y 1908. Posteriormente, entre 1918 y 1923, el título en disputa fue la Copa Arauco y la categoría pasó a ser conformada por los segundos equipos o reservas de aquellos clubes inscritos en la Primera División.
| Año  |                          | Campeón                    | Subcampeón                      |  | Nombre del trofeo |
| 1903 | Victoria Rangers         | Cambridge                  | Copa Junior                     |  |                   |
| 1904 | Chile-Argentina          | Baquedano                  | Copa Junior                     |  |                   |
| 1905 | Loma Blanca              |                            | Copa Junior                     |  |                   |
| 1906 |                          |                            | Copa Junior                     |  |                   |
| 1907 | Gimnástico               | Eleuterio Ramírez          | Copa Dawson                     |  |                   |
| 1908 | Santiago National        | Excelsior                  | Copa Junior-El Diario Ilustrado |  |                   |
| 1909 |                          |                            |                                 |  |                   |
| 1910 |                          |                            |                                 |  |                   |
| 1911 |                          |                            |                                 |  |                   |
| 1912 |                          |                            |                                 |  |                   |
| 1913 |                          |                            |                                 |  |                   |
| 1914 |                          |                            |                                 |  |                   |
| 1915 |                          |                            |                                 |  |                   |
| 1916 | Internado                | Unión Aconcagua            | Copa Unión B                    |  |                   |
| 1917 | Internado                | Aston Villa                | Copa Unión B                    |  |                   |
| 1918 | Morning Star             | Internado y Santiago F. C. | Copa Arauco                     |  |                   |
| 1919 | Ibérico Balompié         |                            | Copa Arauco                     |  |                   |
| 1920 |                          |                            | Copa Arauco                     |  |                   |
| 1921 |                          |                            | Copa Arauco                     |  |                   |
| 1922 | Unión Deportiva Española |                            | Copa Arauco                     |  |                   |
| 1923 | Unión Deportiva Española |                            | Copa Arauco                     |  |                   |

### Campeonato de Apertura de la Asociación de Football de Santiago
En el año 1925, los equipos participantes de la Copa Chile y la Copa República jugaron el Campeonato de Apertura de la Asociación de Football de Santiago, que constaba de partidos de eliminación directa de 20 minutos por lado (con 10 minutos adicionales en caso de desempate). Unión Deportiva Española se adjudicó la Copa Apertura al vencer por 3-0 a Jorge V en el partido final.
Algunos partidos registrados de ese campeonato fueron los disputados entre Fundición Libertad y Carioca, con victoria de este último por 2-1; el triunfo por igual marcador de Jorge V sobre Gimnástico; y el empate sin goles entre Wanderers y Cinco de Abril. Otro resultado registrado es el triunfo por 1-0 de Santiago Badminton sobre Cinco de Abril.
| Año  |                          | Campeón | Resultado | Subcampeón    |  | Nombre del trofeo |
| 1925 | Unión Deportiva Española | 3:0     | Jorge V   | Copa Apertura |  |                   |

## Liga Central de Football de Santiago (1927-1929)

### Primera División de la Liga Central de Football de Santiago
| Año          |                | Serie                             |                                    | Campeón               | Subcampeón |  | Nombre del trofeo |
| 1927 Detalle | Serie de Honor | Brigada Central                   | Audax Italiano                     | Trofeo David Arellano |            |  |                   |
| 1927 Detalle | Serie A        | Independencia Juvenil             | Manuel Acevedo                     |                       |            |  |                   |
| 1927 Detalle | Serie B        | Liverpool Wanderers               | Unión Chilena                      |                       |            |  |                   |
| 1927 Detalle | Serie C        | Gimnástico Arturo Prat            | El Chileno y Vista Hermosa         |                       |            |  |                   |
| 1927 Detalle | Serie D        | Maestranza Atlético               | Escuela Normal y Barcelona         |                       |            |  |                   |
| 1927 Detalle | Serie E        | Escuela de Artes                  | Fundición Libertad y Unión Condell |                       |            |  |                   |
| 1927 Detalle | Serie F        | Sol de Mayo                       | Primero de Mayo                    |                       |            |  |                   |
| 1927 Detalle | Serie G        | Carlos Walker y Eleuterio Ramírez | Borgoño y Unión Sportivo Mac Kay   |                       |            |  |                   |
| 1927 Detalle | Serie H        | Victoria Royal                    | Unión Arauco                       |                       |            |  |                   |
| 1927 Detalle | Serie I        | Gold Cross                        | Santos Dumont y Santiago National  |                       |            |  |                   |
| 1928 Detalle | Serie A        | Unión Deportiva Española          | Liverpool Wanderers                |                       |            |  |                   |
| 1928 Detalle | Serie B        | Brigada Central                   | Unión Sportivo Mac Kay             |                       |            |  |                   |
| 1928 Detalle | Serie C        | Santiago                          | Loma Blanca                        |                       |            |  |                   |
| 1928 Detalle | Serie D        | Teniente Godoy                    | Carioca                            |                       |            |  |                   |
| 1928 Detalle | Serie E        | Magallanes                        | Santiago National                  |                       |            |  |                   |
| 1928 Detalle | Serie F        | Colo-Colo                         | Gimnástico Arturo Prat             |                       |            |  |                   |
| 1929 Detalle | -              | Colo-Colo                         | Carabineros                        |                       |            |  |                   |

### Segunda División de la Liga Central de Football de Santiago
| Año          |               | Campeón                | Subcampeón        |  | Nombre del trofeo |
| 1929 Detalle | Independiente | Gimnástico Arturo Prat | Trofeo Los Sports |  |                   |

### Tercera División de la Liga Central de Football de Santiago
| Año          |               | Campeón      | Subcampeón |  | Nombre del trofeo |
| 1929 Detalle | Independencia | Morning Star |            |  |                   |

## Asociación de Football de Santiago (1930-1933)
En 1933, debido al retiro y profesionalización de los clubes que conformaban la División de Honor, se produjo que los equipos de la segunda categoría ascendieran a la primera; que los de la tercera categoría ascendieran a la segunda; y que los de la cuarta categoría ascendieran a la tercera.

### Primera categoría de la Asociación de Football de Santiago
La reestructuración de la Asociación de Football de Santiago significó que la primera y máxima categoría se denominara División de Honor. En 1933, debido al retiro y profesionalización de los clubes que conformaban la División de Honor, se produjo el ascenso de los equipos de la segunda categoría a la primera categoría.
| Año          |                            | Campeón            | Subcampeón |  | Nombre del trofeo |
| 1930 Detalle | Colo-Colo                  | Santiago Badminton |            |  |                   |
| 1931 Detalle | Audax Italiano             | Magallanes         |            |  |                   |
| 1932 Detalle | Audax Italiano y Colo-Colo | Vacante            |            |  |                   |
| 1933 Detalle | Carlos Walker              | Ferroviarios       |            |  |                   |

#### Campeonato de Apertura de la División de Honor de la Asociación de Football de Santiago
Como preámbulo y preparación para el torneo oficial, los equipos de la primera categoría disputaban un Campeonato de Apertura. Este sentó las bases para el Campeonato de Apertura de carácter profesional.
| Año          |                | Campeón | Resultado      | Subcampeón |  | Nombre del trofeo |
| 1930 Detalle |                |         |                |            |  |                   |
| 1931 Detalle | Magallanes     | 2:1     | Audax Italiano |            |  |                   |
| 1932 Detalle | Audax Italiano | 5:1     | Magallanes     |            |  |                   |
| 1933 Detalle |                |         |                |            |  |                   |

### Segunda categoría de la Asociación de Football de Santiago
La reestructuración de la Asociación de Football de Santiago significó que la segunda categoría se denominara Segunda División en 1930 y Primera División, entre 1931 y 1932. En 1933, debido al retiro y profesionalización de los clubes que conformaban la División de Honor, se produjo el ascenso de los equipos de la tercera categoría a la segunda categoría.
| Año          |                   | Campeón                | Subcampeón |  | Nombre del trofeo |
| 1930 Detalle | Carioca           | Carlos Walker          |            |  |                   |
| 1931 Detalle | Santiago National | Deutscher Sport Verein |            |  |                   |
| 1932 Detalle | Morning Star      |                        |            |  |                   |
| 1933 Detalle | Unión Condell     | Universitario          |            |  |                   |

### Tercera categoría de la Asociación de Football de Santiago
La reestructuración de la Asociación de Football de Santiago significó que la tercera categoría se denominara Tercera División en 1930 y División Intermedia, entre 1931 y 1932. En 1933, debido al retiro y profesionalización de los clubes que conformaban la División de Honor, se produjo el ascenso de los equipos de la cuarta categoría a la tercera categoría.
| Año          |                | Campeón       | Subcampeón |  | Nombre del trofeo |
| 1930 Detalle |                |               |            |  |                   |
| 1931 Detalle | Río de Janeiro | Universitario |            |  |                   |
| 1932 Detalle |                |               |            |  |                   |
| 1933 Detalle |                |               |            |  |                   |

### Cuarta categoría de la Asociación de Football de Santiago
La reestructuración de la Asociación de Football de Santiago significó que la cuarta categoría se denominara Segunda División, entre 1931 y 1932. En 1933, debido al retiro y profesionalización de los clubes que conformaban la División de Honor, se produjo la disolución de la cuarta categoría.
| Año          |               | Campeón          | Subcampeón |  | Nombre del trofeo |
| 1931 Detalle | Unión Condell | Mayo-Aston Villa |            |  |                   |
| 1932 Detalle |               |                  |            |  |                   |

## Asociación de Football de Santiago (1934-1936)
Entre 1934 y 1936, luego del avenimiento con la Liga Profesional de Football de Santiago, la Asociación de Football de Santiago estuvo dividida en dos secciones: una profesional y una amateur.

### Sección Profesional de la Asociación de Football de Santiago

#### División de Honor/Serie A de la Sección Profesional de la Asociación de Football de Santiago
La División de Honor o Serie A de la Sección Profesional constituye parte del historial de la actual Primera División de Chile.
|  | Primera División |  | Segunda División |  | Tercera División |  | Cuarta División |

| Año          |                | Campeón        | Subcampeón                |             | Campeón   | Subcampeón |                | Campeón   | Subcampeón |  | Campeón | Subcampeón |
| 1934 Detalle | Magallanes     | Audax Italiano | Unión Española y Santiago | Green Cross | Colo-Colo | Santiago   | Unión Española | Badminton |            |  |         |            |
| 1935 Detalle | Magallanes     | Audax Italiano | Colo-Colo                 |             |           |            |                |           |            |  |         |            |
| 1936 Detalle | Audax Italiano | Magallanes     |                           |             |           |            |                |           |            |  |         |            |

##### Campeonato de Apertura de la División de Honor de la de la Sección Profesional de la Asociación de Football de Santiago
El Campeonato de Apertura de la División de Honor de la de la Sección Profesional constituye parte del Campeonato de Apertura de Chile.
| Año          |          | Campeón | Resultado | Subcampeón    |  | Nombre del trofeo |
| 1934 Detalle | Santiago | 4:2     | Colo-Colo | Copa Apertura |  |                   |

#### Serie B de la Sección Profesional de la Asociación de Football de Santiago
La Serie B de la Sección Profesional constituye parte de la Serie B Profesional de Chile.
|  | Primera División |  | Segunda División |  | Tercera División |

| Año          |                      | Campeón       | Subcampeón           |  | Campeón                             | Subcampeón |  | Campeón | Subcampeón |
| 1935 Detalle | Santiago National    | Carlos Walker | Universidad de Chile |  | Universidad de Chile y Ferroviarios |            |  |         |            |
| 1936 Detalle | Universidad de Chile | Ferroviarios  |                      |  |                                     |            |  |         |            |

#### Campeonato Relámpago de la Sección Profesional de la Asociación de Football de Santiago
Esta competición, propuesta por la directiva de Unión Española, fue disputada a mediados de la temporada 1935, debido al aplazamiento de la segunda rueda de los torneos oficiales de la Serie A y de la Serie B, participando equipos de ambas categorías.
| Año          |            | Campeón | Resultado    | Subcampeón |  | Nombre del trofeo |
| 1935 Detalle | Magallanes | 3:1     | Morning Star |            |  |                   |

### Sección Amateur de la Asociación de Football de Santiago
Anteriormente constituía las diversas categorías de la Asociación de Football de Santiago.

#### División de Honor de la Sección Amateur de la Asociación de Football de Santiago
|  | Primera División |  | Segunda División |  | Tercera División |  | Cuarta División |

| Año          |                        | Campeón             | Subcampeón          |                        | Campeón             | Subcampeón  |                  | Campeón | Subcampeón |  | Campeón | Subcampeón |
| 1934 Detalle | Universitario          | Liverpool Wanderers | Unión Condell       | Gimnástico Arturo Prat |                     |             |                  |         |            |  |         |            |
| 1935 Detalle | Gimnástico Arturo Prat | Metropolitano       | Liverpool Wanderers | Borgoño                | Liverpool Wanderers | San Lorenzo | Lautaro Atlético | La Cruz |            |  |         |            |
| 1936 Detalle | Escuela Normal         | Unión Condell       |                     |                        |                     |             |                  |         |            |  |         |            |

#### Primera División de la Sección Amateur de la Asociación de Football de Santiago
|  | Primera División |  | Segunda División |  | Tercera División |  | Cuarta División |

| Año          |                  | Campeón        | Subcampeón |         | Campeón                     | Subcampeón |  | Campeón | Subcampeón |  | Campeón | Subcampeón |
| 1934 Detalle |                  |                |            |         |                             |            |  |         |            |  |         |            |
| 1935 Detalle | Santiago Rangers | Teniente Godoy | La Cruz    | Carioca | Santiago Rangers y Germinar |            |  |         |            |  |         |            |
| 1936 Detalle |                  |                |            |         |                             |            |  |         |            |  |         |            |

#### Segunda División de la Sección Amateur de la Asociación de Football de Santiago
|  | Primera División |  | Segunda División |  | Tercera División |  | Cuarta División |

| Año          |  | Campeón | Subcampeón |  | Campeón | Subcampeón |  | Campeón | Subcampeón |  | Campeón | Subcampeón |
| 1934 Detalle |  |         |            |  |         |            |  |         |            |  |         |            |
| 1935 Detalle |  |         |            |  |         |            |  |         |            |  |         |            |
| 1936 Detalle |  |         |            |  |         |            |  |         |            |  |         |            |

## Asociación de Football de Santiago (1937-1945)

### División de Honor de la Asociación de Football de Santiago
|  | Primera División |  | Segunda División |  | Tercera División |

| Año          |                           | Campeón        | Subcampeón  |              | Campeón    | Subcampeón    |  | Campeón | Subcampeón |
| 1937 Detalle | Ferroviarios              |                |             |              |            |               |  |         |            |
| 1938 Detalle | Ferroviarios              |                |             |              |            |               |  |         |            |
| 1939 Detalle | Liverpool Wanderers       |                |             |              |            |               |  |         |            |
| 1940 Detalle | Unión Condell             |                |             |              |            |               |  |         |            |
| 1941 Detalle | Ferroviarios              |                |             |              |            |               |  |         |            |
| 1942 Detalle | Ferroviarios              |                |             |              |            |               |  |         |            |
| 1943 Detalle | Ferroviarios              |                |             |              |            |               |  |         |            |
| 1944 Detalle | Río de Janeiro-Edo. Matte |                |             |              |            |               |  |         |            |
| 1945 Detalle | Carioca                   | Río de Janeiro | Small Star  | Unión Arauco | Small Star | Unión Condell |  |         |            |
| 1946 Detalle | Carioca                   | Ferroviarios   |             |              |            |               |  |         |            |
| 1947 Detalle | Cuarta Zona               |                | Cuarta Zona |              | Arco Iris  | Carlos Walker |  |         |            |
| 1948 Detalle | Eugenio Matte             |                |             |              |            |               |  |         |            |

### Copa Unión de la Asociación de Football de Santiago
|  | Primera División |  | Segunda División |  | Tercera División |

| Año  |                     | Campeón             | Subcampeón  |                       | Campeón     | Subcampeón            |  | Campeón | Subcampeón |
| 1938 |                     |                     |             |                       |             |                       |  |         |            |
| 1938 | Ferroviarios        | Santiago Rangers    |             |                       |             |                       |  |         |            |
| 1939 | Liverpool Wanderers |                     |             |                       |             |                       |  |         |            |
| 1940 |                     |                     |             |                       |             |                       |  |         |            |
| 1941 |                     |                     |             |                       |             |                       |  |         |            |
| 1942 |                     |                     |             |                       |             |                       |  |         |            |
| 1943 |                     |                     |             |                       |             |                       |  |         |            |
| 1944 |                     |                     |             |                       |             |                       |  |         |            |
| 1945 | Walter Müller       | Liverpool Wanderers | Cuarta Zona | Walter Müller         | Cuarta Zona | Teniente Godoy        |  |         |            |
| 1946 | Cuarta Zona y Copal | Manuel Acevedo      |             |                       |             |                       |  |         |            |
| 1947 | Chelsea             | Vista Hermosa       | Albión      | Arauco de Providencia | Albión      | Arauco de Providencia |  |         |            |
| 1948 | Albión              |                     |             |                       |             |                       |  |         |            |

### Copa República de la Asociación de Football de Santiago
|  | Primera División |  | Segunda División |  | Tercera División |

| Año  |                    | Campeón         | Subcampeón      |               | Campeón      | Subcampeón      |  | Campeón | Subcampeón |
| 1937 |                    |                 |                 |               |              |                 |  |         |            |
| 1938 | Walter Müller      | Everton         |                 |               |              |                 |  |         |            |
| 1939 |                    |                 |                 |               |              |                 |  |         |            |
| 1940 |                    |                 |                 |               |              |                 |  |         |            |
| 1941 |                    |                 |                 |               |              |                 |  |         |            |
| 1942 |                    |                 |                 |               |              |                 |  |         |            |
| 1943 |                    |                 |                 |               |              |                 |  |         |            |
| 1944 |                    |                 |                 |               |              |                 |  |         |            |
| 1945 | Copal              | La Cruz         | Albión          | Copal         | Santos Aybar | Albión          |  |         |            |
| 1946 | Arco Iris de Ñuñoa | Santos Aybar    |                 |               |              |                 |  |         |            |
| 1947 | Eugenio Matte      | Compañía de Gas | Compañía de Gas | Eugenio Matte | Estrella     | Primero de Mayo |  |         |            |

### Copa Chile de la Asociación de Football de Santiago
|  | Primera División |  | Segunda División |  | Tercera División |

| Año  |           | Campeón | Subcampeón |         | Campeón             | Subcampeón |  | Campeón | Subcampeón |
| 1941 | Propa     |         |            |         |                     |            |  |         |            |
| 1942 |           |         |            |         |                     |            |  |         |            |
| 1943 |           |         |            |         |                     |            |  |         |            |
| 1944 |           |         |            |         |                     |            |  |         |            |
| 1945 | Arco Iris | Apolo   | Arco Iris  | Maccabi | Liverpool Wanderers | Maccabi    |  |         |            |
| 1946 |           | Apolo   | Maccabi    |         |                     |            |  |         |            |